# Hortensia (oratrice)
Pour les articles homonymes, voir Hortensia (homonymie).
Hortensia, fille du consul Quintus Hortensius Hortalus, gagne en notoriété à la fin de la république romaine pour ses activités d'oratrice. Elle est en particulier connue pour un discours face au Second Triumvirat en l'an -42, qui se conclut par l'annulation partielle d'une taxe sur les femmes romaines riches.

## Biographie
Hortensia est la fille de Quintus Hortensius (-114 ; -50) et probablement de sa première femme Lutatia. Son père est connu auprès des Romains pour ses discours sur l'histoire et le droit et pour sa rivalité avec l'orateur Cicéron. Membre de l'aristocratie, elle lit la littérature grecque et latine dès le plus jeune âge. Elle se concentrera ensuite sur l'étude de la rhétorique en lisant son père et des orateurs grecs célèbres.
On pense qu'elle aurait épousé son cousin Quintus Servilius Caepio, le fils de Quintus Servilius Caepio et frère de Caton d'Utique et Servilia. Elle devient veuve à sa mort en -67. Sa fille, Servilia, épouse un autre sénateur conservateur. Son mari adopte le fils de sa sœur, Marcus Junius Brutus, avant sa mort, ce qui fait de Brutus, par adoption, Quintus Servilius Caepio Junianus. 

## Discours sur les taxes
En 42 avant notre ère, presque toutes les légions militaires romaines, sous le commandement du triumvirat Auguste, Lépide, et Marc Antoine, sont en guerre contre les assassins de Jules César (Decimus Junius Brutus Albinus, Marcus Junius Brutus and Gaius Cassius Longinus). Pour financer cette guerre, le triumvirat vend les biens des citoyens tués par proscription, mais cette source de revenus n'est pas assez rentable et ils placent une taxe sur les 1 400 femmes les plus riches de Rome. Les femmes, outrées de devoir payer une taxe pour une guerre sur laquelle elles n'ont aucun contrôle, demandent à Hortensia de plaider leur cause devant le triumvirat. En temps de guerre, en effet, les femmes ont le droit de s'exprimer en public. Avec un grand groupe de citoyens intéressés, les femmes vont au Forum Romain et Hortensia y fait son discours. L'historien du deuxième siècle Appien documente ce discours de façon relativement fidèle :

« Vous nous avez déjà privées de nos pères, de nos fils, de nos maris et de nos frères, que vous avez accusés de vous avoir trahis. Si vous prenez aussi nos biens, vous nous réduisez à une condition qui ne sied pas notre naissance, nos manières, notre sexe. Pourquoi devrions-nous payer une taxe alors que nous n'avons pas notre place dans les honneurs, le commandement, la politique, que vous utilisez les uns contre les autres avec ces résultats terribles ? "Parce que nous sommes en guerre", dites-vous ? Quand n'avons-nous pas été en guerre, et quand les femmes ont-elles déjà dû payer des taxes, elles qui en sont exemptées par leur sexe ? »

Vexés d'être remis en question par un groupe de femmes, Auguste, Lépide et Marc Antoine essaient de renvoyer les femmes. Le lendemain, ils doivent réduire le nombre de femmes sujettes à la taxe au nombre de 400, et compensent le manque de revenu en forçant les propriétaires mâles de prêter de l'argent à l'État pour contribuer à l'effort de guerre.

## Postérité

### Littérature
- Hortensia est le personnage principal du roman Rivals of the Republic d'Annelise Freisenbruch - 2016

### Art contemporain
- Hortensia figure parmi les 1 038 femmes référencées dans l'œuvre d’art contemporain The Dinner Party (1979) de Judy Chicago. Son nom y est associé à Hypatie[3],[4].

#### Discours
- Valerius Maximus, Factorum et dictorum memorabilium libri viii.3.3

#### Sources secondaires
- Edward Best, « Cicero, Livy, and Educated Roman Women », The Classical Journal,‎ 1970, p. 203

- Vicki Leon, Uppity Women of Ancient Times, Conari, 1995, 243 p. (ISBN 1-57324-010-9)

- Quintilian, « Institutio Oratoria. I, i, 6. » (consulté le 11 mai 2007)